# Fresnay-le-Gilmert
Fresnay-le-Gilmert település Franciaországban, Eure-et-Loir megyében. Lakosainak száma 223 fő (2022. január 1.). Fresnay-le-Gilmert Berchères-Saint-Germain, Poisvilliers, Bailleau-l’Évêque és Briconville községekkel határos.

## Népesség
A település népességének változása:
| Lakosok száma | 133  | 148  | 172  | 197  | 205  | 202  | 202  | 213  | 215  | 223  |
|               | 1968 | 1982 | 1990 | 2006 | 2013 | 2015 | 2017 | 2019 | 2020 | 2022 |